# Football, Etc.
Football, Etc. es una banda indie rock proveniente de Houston, Texas, formada al principio por Lindsay Milton (voz/guitarra), Mercy Harper (bajista) y Brandon Baker (baterista). Con Baker a su lado, lanzaron su primer EP llamado "First Down" en el 2009. La prensa de Houston se les refería a ellos como "bajo de líneas ligeras, voz fuera de tono y la guitarra retorcida" caracterizando los sonidos de la banda y empezando hacer comparaciones a Rainer Maria, Mineral y American Football. Para el final de ese año, lanzaron su Split 7" con Empire! Empire! (I Was a Lonely Estate). Count Your Lucky Stars ya había adherido a Football, Etc. a su lista. En el 2010, Brandon Baker se va de la banda y entra en su lugar James Vehslage quien "asume las responsabilidades de la batería en el tiempo de su gira" y la banda termina lanzando su primer álbum "The Draft".